# Graafschap Dagsburg

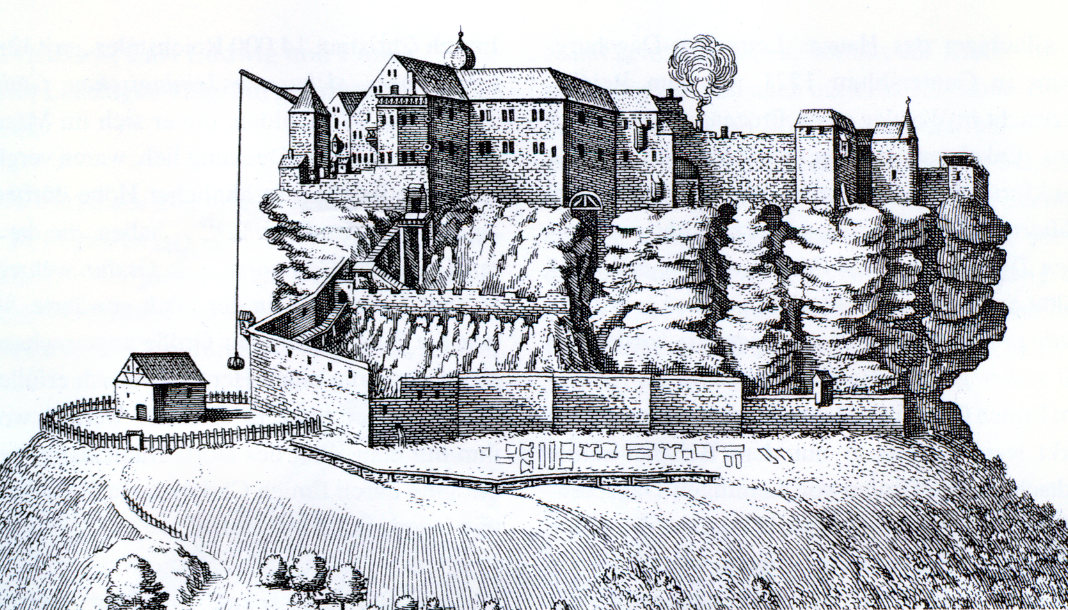
Kasteel Dagsburg

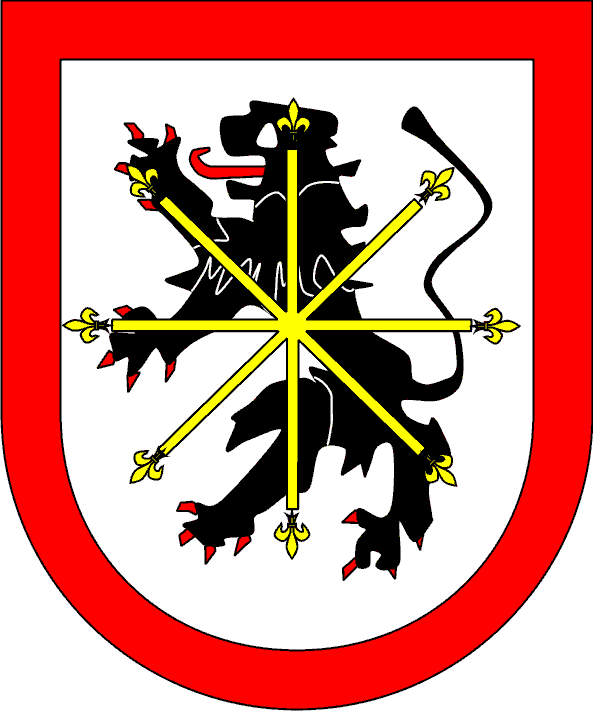
Wapen van Dagsburg

Het graafschap Dagsburg (Frans : Dabo) was een tot de Boven-Rijnse Kreits behorend graafschap binnen het Heilige Roomse Rijk, thans in Lotharingen rond het plaatsje Dabo (Moselle).

## Omvang van het graafschap
Het graafschap bestond uit de dorpen Abreschviller (Alberschweiler), Dabo (Dagsberg), Harreberg (Haarberg), Hommert, Walscheid, Voyer (Weiher) in het departement Moselle en de dorpen Engenthal en Hohengœft (Hohengäst) (het laatste een exclave) in het departement Bas-Rhin.

## Het graafschap tot het uitsterven van het gravenhuis in 1211
De voorvaderen van de graven van Dagsburg zijn al in de zevende eeuw aanwijsbaar. Naast de Dagsburg bezit de familie ook Egisheim in de Boven-Elzas. In 1153 krijgen zij het stadsgraafschap rijksstad Metz en de voogdij over het bisdom Metz.
De enige nakomeling van de laatste graaf Albert II (overleden 1211) is zijn dochter Gertrude. Zij overlijdt in 1223 na drie kinderloze huwelijken (hertog Theobald I van Lotharingen, graaf Tedbald IV van de Champagne, graaf Simon van Leiningen). Het bezit bestond toen uit 11 burchten, de voogdij over 9 kloosters en aandelen in zoutmijnen en Vogezenpassen.
Simon van Leiningen erft alleen de kern van het graafschap. Andere gebieden kwamen aan het bisdom Straatsburg en het bisdom Metz.

## Het graafschap onder de graven van Leiningen tot 1467
Bij deling van de bezittingen van de graaf van Leiningen in 1317 blijft Dagsburg verbonden met de hoofdtak. Frederik V was sinds 1312 al keizerlijk landvoogd in de Neder-Elzas. In 1444 wordt de titel vorstelijk landgraaf in de Elzas verworven.
Deze tak van het huis Leiningen sterft in 1468 uit. Ten gevolge van het huwelijk van Maragaretha van Leiningen (de zuster van de laatste graaf) met Reinhard, heer van Westerburg komt het grootste deel van de bezittingen aan het nieuwe huis Leiningen-Westerburg. Het graafschap Dagsburg gaat echter naar de jongere tak Leiningen-Hardenburg. 

## Het graafschap gedeeld onder verschillende takken van het de huizen Leiningen-Hardenburg en Leiningen-Falkenburg
Het stamslot Hardenberg ligt in Rheinland-Pfalz, westelijk van Mannheim.  
Bij een erfdeling in 1445 kreeg een zijtak van de dynastie, Leiningen-Rixingen 1/6 deel van het graafschap . Met het uitsterven van deze tak in 1467 werd het graafschap Dagsburg weer herenigd. Van 1512 tot 1518 was graaf Emich IX in de rijksban vervallen, waarop het graafschap door de leenheer, het prinsbisdom Straatsburg werd bezet. In 1541 werden de bezittingen verdeel onder de twee zonen van Emich IX. Johann Philip I kreeg Hardenburg en Emich X Falkenburg (Rheinland-Pfalz, bij Anweiler). Het graafschap Dagsburg bleef gemeenschappelijk bezit. 
In 1613 werd het graafschap verdeeld onder de takken Leiningen-Hardenburg en Leiningen-Falkenburg. Hierbij stond stond graaf Johann Ludwig van Leiningen-Falkenburg de helft van zijn aandeel weer af aan zijn jongere broer Philipp Georg, zodat deze twee broers dus ieder 1/4 van het graafschap bezaten. 
Op grond van de Vrede van Nijmegen in 1678 maakte Frankrijk aanspraak op de soevereiniteit over het graafschap. Het slot Dagsburg werd in 1679 ontmanteld en in 1690 volgde de volledige sloop. De graven resideerden sindsdien in Haarberg. 
In 1688 stierf de jongere tak van Leiningen-Falkenburg (in Dagsburg) uit en daarmee werd deze helft van Dagsburg weer herenigd in de hand van graaf Emich Christian van Leiningen-Falkenburg.  Na de dood van zijn zoon  Karl Friedrich in 1709 zonder erfgerechtigde nakomelingen, kwam het halve graafschap Dagsburg aan Christian Karl Reinhard van Leiningen-Heidesheim. Ook deze was de laatste van zijn huis en na zijn dood in 1766 viel het halve graafschap aan Friedrich Theodor Ludwig van Leiningen-Guntersblum. Met hem sterft uiteindelijk de hoofdtak Leiningen-Falkenburg in 1774 uit. Het halve graafschap valt nu toe aan Karl Friedrich Wilhelm van Leiningen-Hardenburg. Hiermee is het sinds 1613 gedeelde graafschap Dagsburg weer herenigd. De graaf wordt op 23 juli 1779 in de rijksvorstenstand verheven.

## Het einde van het graafschap
In 1790 annexeert de Franse Republiek het graafschap en op Engenthal na, gaat het gebied op in het departement Meurthe. In 1797 wordt de annexatie in de Vrede van Campo Formio door de keizer erkend.  
De graven van Leiningen worden in de Reichsdeputationshauptschluss van het Duitse Rijk in 1803 schadeloos gesteld.   

## Regenten
Graven van Leiningen-Hardenburg, regerend in ½ Dagsburg van 1613 tot 1774 en in heel Dagsburg van 1774 tot 1797
| regering  | naam                  | geboren    | overleden  | familie          |
| --------- | --------------------- | ---------- | ---------- | ---------------- |
| 1540-1562 | Johann Philip I       | 25-12-1539 | 08-09-1562 | zoon van Emich X |
| 1562-1607 | Emich XII             | 04-11-1562 | 24-11-1607 | zoon             |
| 1607-1643 | Johan Philip II       | 16-04-1588 | 15-05-1643 | zoon             |
| 1643-1698 | Frederik Emich        | 09-02-1621 | 26-07-1698 | zoon             |
| 1698-1722 | Johan Frederik        | 18-03-1661 | 09-02-1722 | zoon             |
| 1722-1756 | Frederik Magnus       | 27-03-1703 | 28-10-1756 | zoon             |
| 1756-1797 | Karel Frederik Willem | 14-08-1724 | 09-01-1807 | zoon             |

Graven van Leiningen-Falkenburg, regerend in ¼ Dagsburg van 1613 tot 1688 en in ½ Dagsburg van 1688 tot 1774
| regering  | naam                        | geboren    | overleden  | familie               |
| --------- | --------------------------- | ---------- | ---------- | --------------------- |
| 1540-1593 | Emich XI                    | 15-12-1540 | 13-03-1593 | zoon van Emich X      |
| 1593-1625 | Johan Lodewijk              | 08-05-1579 | 19-06-1625 | zoon                  |
| 1625-1657 | Emich XIII                  | 12-06-1612 | 08-03-1657 | zoon                  |
| 1657-1702 | Emich Christiaan            | 29-03-1642 | 27-04-1702 | zoon                  |
| 1702-1709 | Karel Frederik              | 29-08-1683 | 15-01-1709 | zoon                  |
| 1709-1766 | Christiaan Karel Reinhard   | 07-07-1695 | 17-11-1766 | Leiningen-Heidesheim  |
| 1766-1774 | Friedrich Theodoor Lodewijk | 07-09-1715 | 30-09-1774 | Leiningen-Guntersblum |

Graven van de jongere tak Leiningen-Falkenburg, regerend in ¼ Dagsburg van 1613 tot 1688 
| regering  | naam          | geboren    | overleden  | familie                  |
| --------- | ------------- | ---------- | ---------- | ------------------------ |
| 1613-1627 | Philip George | 26-07-1582 | 06-12-1627 | broer van Johan Lodewijk |
| 1627-1688 | Johan Casimr  | 11-05-1619 | 15-04-1688 | zoon                     |